# Ісетемхеб Д
Ісетемхеб Д — сестра-дружина фіванського верховного жерця Амона Пінеджема II за часів 21-ої династії Єгипту .

## Сім'я
Ісетемхеб Д. була дочкою сина царя, фіванського верховного жерця Амона та генерала Менхеперре та його дружини Ісетемхеб К. Ісетемхеб Д одружилася зі своїм братом Пінеджемом II.
Вважається, що Ісетемхеб Д і Пінеджем II мали чотирьох дітей:
- Фіванський верховний жрець Амона і фараон Псусеннес II (Пасебакхаенніут II),
- Пані Гарвебен, яка була керівницею гарему Амен-Ре
- Божа дружина Амона Хенуттауї IV
- Господарка дому та співачка Мааткаре.

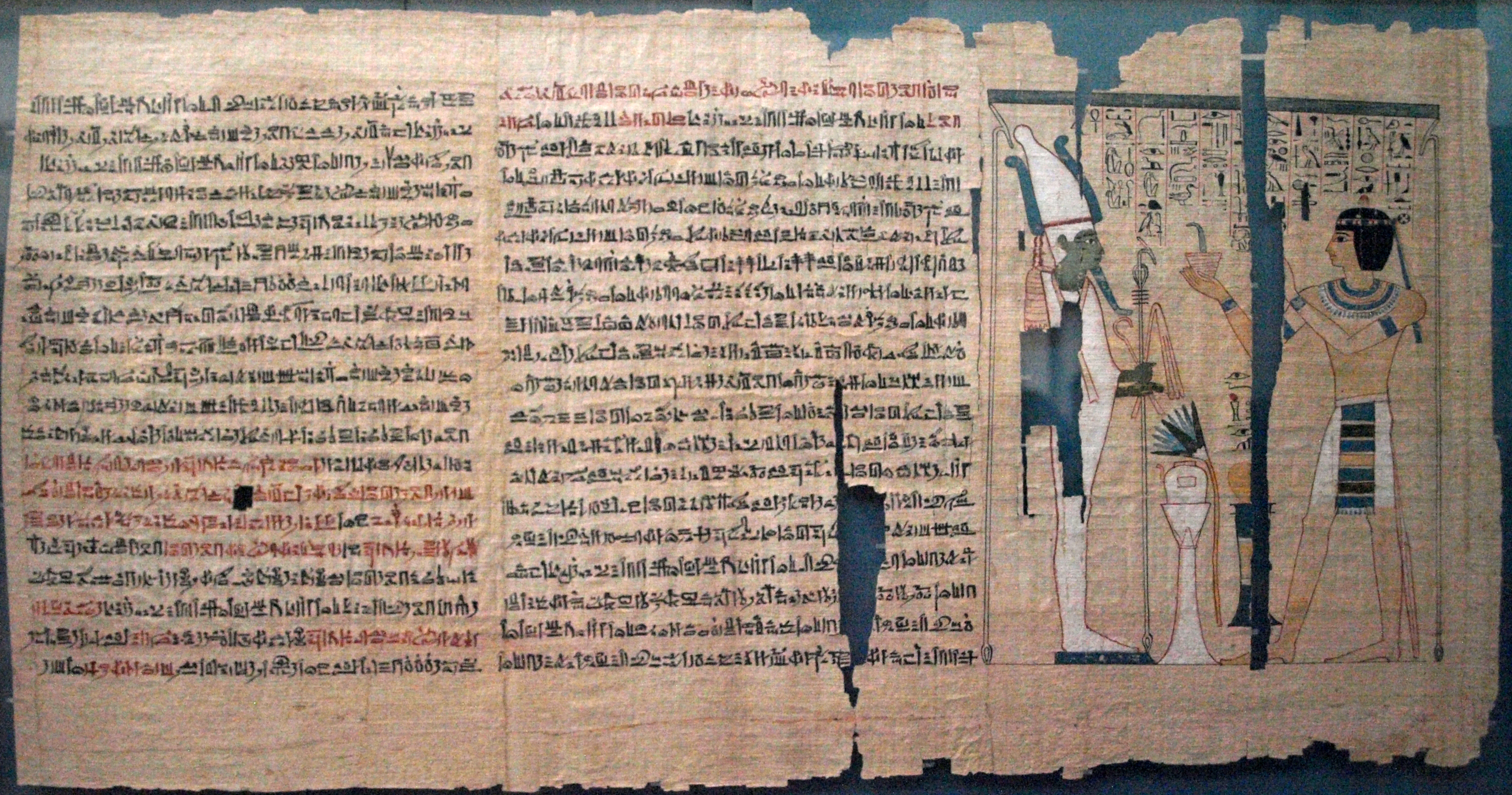
Пінеджем II, як зображено в його Книзі мертвих

## Поховання
Мумія Ісетемхеб та труни були знайдені в королівському тайнику, що в TT320 у Дейр-ель-Бахарі у Фівах. Мумію Істемхеба так і не розгорнули.